# Magdalena Mroczkiewicz
Magdalena Urszula Mroczkiewicz (Gdańsk, 28 de agosto de 1979) es una deportista polaca que compitió en esgrima, especialista en la modalidad de florete.
Participó en dos Juegos Olímpicos de Verano, obteniendo una medalla de plata en Sídney 2000, en la prueba por equipos (junto con Sylwia Gruchała, Barbara Wolnicka y Anna Rybicka), y el séptimo lugar en Pekín, también por equipos.
Ganó seis medallas en el Campeonato Mundial de Esgrima entre los años 1998 y 2007, y tres medallas en el Campeonato Europeo de Esgrima entre los años 2002 y 2006.

## Palmarés internacional
| Juegos Olímpicos   | Juegos Olímpicos            | Juegos Olímpicos  | Juegos Olímpicos    |
| Año                | Lugar                       | Medalla           | Prueba              |
| ------------------ | --------------------------- | ----------------- | ------------------- |
| 2000               | Sídney (Australia)          | Medalla de plata  | Florete por equipos |
| Campeonato Mundial |                             |                   |                     |
| Año                | Lugar                       | Medalla           | Prueba              |
| 1998               | La Chaux-de-Fonds (Suiza)   | Medalla de bronce | Florete por equipos |
| 1999               | Seúl (Corea del Sur)        | Medalla de plata  | Florete por equipos |
| 2002               | Lisboa (Portugal)           | Medalla de plata  | Florete por equipos |
| 2003               | La Habana (Cuba)            | Medalla de oro    | Florete por equipos |
| 2004               | Nueva York (Estados Unidos) | Medalla de bronce | Florete por equipos |
| 2007               | San Petersburgo (Rusia)     | Medalla de oro    | Florete por equipos |
| Campeonato Europeo |                             |                   |                     |
| Año                | Lugar                       | Medalla           | Prueba              |
| 2002               | Moscú (Rusia)               | Medalla de oro    | Florete por equipos |
| 2003               | Bourges (Francia)           | Medalla de oro    | Florete por equipos |
| 2006               | Esmirna (Turquía)           | Medalla de bronce | Florete por equipos |